# Roebljovo-Archangelskaja-lijn
De Roebljovo-Archangelskaja-lijn is een toekomstige lijn van de metro van Moskou die de woonwijken ten westen van Strogino en het in Roebljovo-Archangelskoje geplande internationale financiële centrum en zakencentrum moet verbinden. De eerste twee stations,   Sjelepicha  en  Delovoj Tsentr zijn op 26 februari 2018 geopend en zijn tot 22 juni 2024 gebruikt als zijlijn van de Grote Ringlijn. 

## Geschiedenis
De plannen voor de aanleg van lijn 7, begin jaren 60 van de twintigste eeuw, voorzagen al in een metrolijn naar Strogino. Destijds was er sprake van een zijlijn die bij Polezjajevskaja van de hoofdlijn zou aftakken in westelijke richting met Strogino als eindpunt. Het noordwestelijke deel van lijn 7 is begin jaren 70 gebouwd en station Polezjajevskaja kreeg destijds drie sporen als voorbereiding op de westtak die echter nooit gerealiseerd is. 
Na de val van de Sovjet-Unie werden de metroplannen voor de noordwestelijke stadsuitbreidingen ingrijpend herzien. Zo werd besloten om lijn 4 vanaf Krylatskoje naar het noorden door te trekken tot Strogino om daar een overstap te realiseren op lijn 8. In plaats van een splitsing in lijn 7 werd voorgesteld om lijn 8 via de binnenstad door te trekken naar het noordwesten waarbij in Strogino een overstap op hetzelfde perron met lijn 4 zou komen. Nadat op 7 januari 2008 de westelijke verlenging van lijn 3 het station Koentsevskaja had bereikt werden echter alle stations van lijn 4 ten noorden van Koentsevskaja overgeheveld naar lijn 3 en ook de later gebouwde stations ten noorden van Strogino werden onderdeel van lijn 3 in plaats van lijn 8. 

## Planning
In 2005 kwam het tracé ten westen van Polezjajevskaja weer in beeld toen bij het ontwerp van de Grote Ringlijn een verbinding werd opgenomen tussen Delovoj Tsentr en Nizjnije Mnjovniki. Verdere uitwerking leidde tot de stations Delevoj Tsentr en Sjelepicha. 
In 2012 verkreeg Moskou het gebied Roebljovo-Archangelskoje waar een internationaal financieel centrum is gepland. Ten einde een snelle verbinding met centrum te realiseren werd in de zomer van 2012 begonnen met het voorontwerp van de lijn inclusief niet eerder geplande stations ten westen van Strogino. In juni 2014 werd bekend dat de financiering door externe investeerders, zoals het Fonds voor nationale welvaart, zou moeten plaatsvinden.
In februari 2016 werd nog aangenomen dat de lijn niet voor 2035 zou worden gebouwd, een aantal delen was toen echter al in aanbouw. In april van 2016 werd de lijn als zijtak van de Grote Ringlijn vermeld en op 7 oktober 2016 werd bekend dat de lijn als zelfstandige Roebljovo-Archangelskoje-lijn wordt gebouwd waarin de stations Delevoj Tsentr en Sjelepicha zijn opgenomen. In maart 2017 werd bekend dat de lijn in 2025 gereed kan zijn en dat de bank Sberbank belangstelling heeft voor de lijn.

## Ontwerp
In 2013 werd bekend dat het tracé voor de lijn naar Roebljovo-Archangelskoje beschikbaar was. De ontwerpfase werd ingegaan en de bouw kon in 2020 beginnen.
Oorspronkelijk was het idee om de lijn van Strogino meteen langs de westrand van de MKAD naar het zuiden te laten lopen tot het eerste station aan de Novorizjskoje Sjossee. Als derde station volgt Roebljovo-Archangelskoje in het centrum van het internationale financieel centrum, een enclave van de stad Moskou binnen de regio Moskou ten noordoosten van Zacharkovo. Voorts was hier ook het depot van de lijn gepland.
Op 26 juni 2014 werd met opdracht 84 aan het stedelijke ontwerpbureau de voorbereiding gestart van de radiale lijn naar Roebljovo, hierbij was tevens voorzien in een verbinding tussen Oelitsa Novatorov en Delovoj Tsentr zodat de Roebljovo-radius en de Kommoenarka-radius één lijn zouden vormen.
In juni 2016 werd voorgesteld om het station aan de Novorizjskoje sjossee te schrappen. Dit zou tot gevolg hebben dat tussen Strogino en het volgende station een afstand van 5,4 km ontstaat en derhalve de veiligheidsnormen worden overschreden. Om dit te ondervangen zou een nooduitgang moet worden gebouwd ter hoogte van het geplande station. Als variant is voorgesteld om het station bij het beoogde depot te bouwen.  
Op 25 oktober 2016 werd het bestemmingsplan van het gebied inclusief het metrostation Roebljovo Archangelskoje vastgesteld. De uitvoering van de bebouwing, rekening houdende met de benodigde ruimte voor het station, werd op 9 november 2016 door de Moskouse burgemeester Sergej Sobjanin goedgekeurd en zal worden bekostigd door particuliere beleggers.
Grazjdanpromprojekt B.V. Is belast met het ontwerp van het 18.7 km lange traject tussen Sjelepicha en Ilinskaja. Volgens het contract moest het ontwerp op 31 augustus 2018 worden ingediend en kon de bouw in 2020 beginnen. 

## Aanleg

### Bouwdeel 1
In november 2011 startte de bouw van het eerste deel van de Grote Ringlijn tussen Delovoj Tsentr en Petrovski Park. De doorgaande tunnel volgt ten noorden van Sjelepicha het tracé van de ooit geplande zijlijn van lijn 7  naar het westen. Daarnaast liggen ten noorden van Sjelepicha twee verbindingstunnels naar het oosten om bij Chorosjovskaja (Polezjajevskaja) de aantakking op de Grote Ring mogelijk maken.  
Van dit deel zijn de stations op 26 februari 2018 geopend: 
- Delovoj Tsentr
- Sjelepicha

sindsdien wordt ten noorden van Sjelepicha gebouwd aan de verbinding met de delen twee en drie.

### Bouwdeel 2
Het tweede deel van de aanleg begint aan de westkant van het bestaande station Strogino aan lijn 3. De lijn buigt hier af naar het zuiden en loopt dan binnen de MKAD naar het station Troitse Lykovo. Vervolgens gaat het onder de kruising van de MKAD met de M-9 en de Moskva door naar het station Roebljovo-Archangelskoje om daarna het eindpunt Ilinskaja nabij de Ilinskiweg te bereiken. Het bestemmingsplan voor dit gebied is in 2016 goedgekeurd.
- Strogino
- Troitse Lykovo
- Roebljovo Archangelskoje
- Ilinskaja

### Bouwdeel 3
Het derde deel vormt de verbinding tussen de delen 1 en 2. Vanaf Strogino naar het oosten wordt het tracé van de destijds geplande verlenging van lijn 8 gevolgd. Vanaf Strogino volgt de lijn de uiterwaarden van de Moskva en doorkruist de meander Serebrjanski Bor tot het station Zjivopisnaja bij de Chorosjovskabrug. Via een tunnel onder de Maarschalk Zjoekov-avenue wordt het station Oelitsa Narodnogo Opoltsjenija aan de Grote Ringlijn bereikt. Hierna wordt afgebogen naar Sjelepicha via een tunnel langs de Krasnaja Presnja fabriek.
- Oelitsa Narodnogo Opoltsjenija
- Zjivopisnaja

Naar verwachting zal de bouw van dit deel in 2020 beginnen en in 2025 worden geopend.

### Bouwdeel 4
Het vierde deel betreft het tracé ten oosten van Delovoj Tsentr. In 2013 werd het plan voor de Kommoenarka-radius gelanceerd en kwam het idee om de RAL via Sportivnaja met deze radius te verbinden en zodoende een doorgaande lijn te vormen. Op de netkaart van 2016 is deze verbinding zelfs ingetekend maar door een tracéwijziging van het noordelijke deel van de Kommoenarka radius is dit plan vervallen. 
Volgens een nieuw voorstel zal de lijn naar het zuidoosten worden verlengd naar Klenovy Boelvar via Froenzenskaja,  Sjabolovskaja, Toelskaja,  ZiL en Technopark. Hierbij wordt een koppeling aan de geplande Birjoeljovo-radius overwogen. Deze uitbreidingen zullen echter pas na 2030 worden gerealiseerd.

## Metrostations
| Station                  | Overstappunt | Foto | Opening            | Opmerkingen                                                                                    |
| ------------------------ | ------------ | ---- | ------------------ | ---------------------------------------------------------------------------------------------- |
| Delovoj Tsentr           |              |      | 2027 (26 feb 2018) | Tussen 26 februari 2018 en 22 juni 2024 tijdelijk gebruikt als onderdeel van de Grote Ringlijn |
| Sjelepicha               |              |      | 2027 (26 feb 2018) | Tussen 26 februari 2018 en 22 juni 2024 tijdelijk gebruikt als onderdeel van de Grote Ringlijn |
| Narodnoje Opoltsjenije   |              |      | 2027               |                                                                                                |
| Zjivopisnaja             |              |      | 2027               |                                                                                                |
| Strogino                 |              |      | 2027               |                                                                                                |
| Lipovaja Rosjtsja        |              |      | 2027               |                                                                                                |
| Roebljovo Archangelskoje |              |      | ?                  |                                                                                                |
| Ilinskaja                |              |      | ?                  |                                                                                                |